# Le Mesnil-sur-Oger
Le Mesnil-sur-Oger – miejscowość i gmina we Francji, w regionie Grand Est, w departamencie Marna.
Według danych na rok 1990 gminę zamieszkiwało 1118 osób, a gęstość zaludnienia wynosiła 141 osób/km².